# Yuqiao Shuiku
Yuqiao Shuiku är en reservoar i Kina. Den ligger i storstadsområdet Tianjin, i den norra delen av landet, omkring 100 kilometer norr om stadens centrum. Yuqiao Shuiku ligger 16 meter över havet.